# Нью-Йоркер (отель)
Отель «Нью-Йоркер» (англ. New Yorker Hotel) расположен по адресу Восьмая авеню, дом 481, на острове Манхэттен в Нью-Йорке. 43-этажный небоскрёб в стиле ар-деко был введён в коммерческую эксплуатацию в 1930 году.

## Общие сведения
Отель «Нью-Йоркер» предлагает посетителям 900 комнат по средней цене. Она расположена в Швейном районе Манхэттена, вокруг которого расположены Пенсильванский вокзал, Мэдисон-сквер-гарден, Таймс-сквер и Эмпайр-стейт-билдинг.
Здание площадью 93 000 м² предлагает услуги двух ресторанов и приблизительно 3100 м² конференц-залов. C момента повторного открытия уже в качестве гостиницы в 1994 году, здание подверглось капремонту за 100 млн долларов, в том числе обновлению фойе, комнат и модернизации инфраструктуры. В 1975 году отель выкупил основатель Движения объединения Мун Сон Мён, и с 2000 года он осуществляет свою деятельность в рамках франшизы «Рамада».

## История
Отель «Нью-Йоркер» был построен проектировщиком Швейного района Маком Каннером. Когда было объявлено о плане развития района в 1928 году, Генри Шугармен спроектировал здание на 38 этажей со сметной стоимостью 8 миллионов долларов. Однако, когда оно было завершено в 1929 году, здание выросло до 43 этажей, с конечной стоимостью 22,5 млн долларов и содержало 2500 номеров, что делало его крупнейшим в городе в течение многих лет.
Первый управляющий отеля, Ральф Хиц, в конечном счёте стал президентом Национальной компании по управлению отелями. Ранняя хвалебная статья в адрес отеля написанная на правах рекламы, гласила, что «швейцары отеля «Нью-Йоркер» выглядят также роскошно, как и ученики Военной академии США и что «в каждой комнате имеется радиоприёмник на четыре волны». Изображённым в статье швейцаром был не кто иной как Джонни Ровентини, в течение двадцати лет работавший агрессивным рекламистом на табачную компанию Philip Morris, прославившийся своей рекламной кампанией «Звони в Филипп Моррис»
Так же как и его современники, такие как Эмпайр-стейт-билдинг (1931) и Крайслер-билдинг (1930), «Нью-Йоркер» был спроектирован в стиле ар-деко, который был популярен в 1920—1930-х годах. В своей книге «Нью-Йорк 1930» Роберт А. М. Стерн писал: «практически недекорированные фасады «Нью-Йоркер» состояли из чередующихся вертикальных полос тёплого серого кирпича и окон, дающие впечатление как о смело спроектированной структуре. Глубоко врезанные световые проёмы создают мощную игру света и тени, которая только усиливалась при ярком ночном освещении».
В дополнение к танцплощадкам, имелось десять приватных комнат-ресторанов для весьма именитых персон и пять ресторанов с 35 шеф-поварами. Парикмахерская была одной из крупнейших в мире с сорока двумя посадочными местами и двадцатью маникюрщицами. Работали 92 девушки-оператора на телефонах и 150 сотрудников прачечных, обслуживавших 350 000 предметов белья ежедневно.

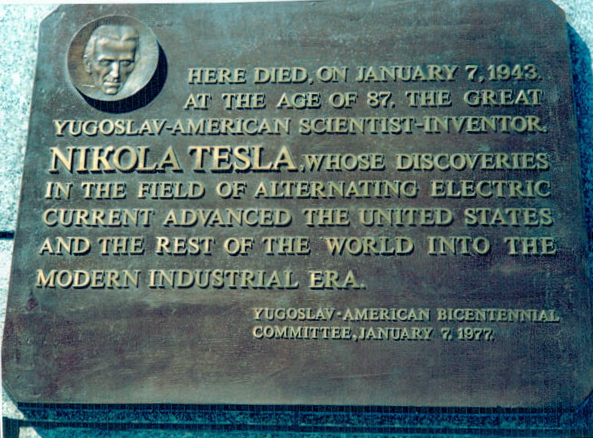
Мемориальная доска в честь Николы Теслы

На протяжении 1940—1950-х годов отель был одним из самых модных и принимал многие нью-йоркские популярные биг-бэнды, таких как Бенни Гудмен и Томми Дорси; многие заметные личности, такие как Спенсер Трейси, Джоан Кроуфорд и Фидель Кастро останавливались здесь. Изобретатель Никола Тесла провёл последние десять лет своей жизни в уединении в люксе 3327, где и скончался, в основном посвящая своё время кормлению голубей и от случая к случаю встречаясь с другими знаменитостями. The New York Observer писала, что в пике популярности отеля «актёры, знаменитости, спортсмены, политики, гангстеры, теннисисты и вся бейсбольная элита в славные дни отеля толпилась в барах или танцплощадках, или резвилась наверху». В последующие годы Мухаммед Али будет восстанавливаться здесь после боя с Джо Фрейзером в 1971 году.
Несмотря на свой ранний успех, изменчивая экономика и демография Нью-Йорка привели к медленному упадку здания, в результате чего его собственники несколько раз сменялись. Оно было выкуплено сетью Hilton Hotels в 1953 году за 12,5 млн долларов, после чего последовало антимонопольное судебное разбирательство с федеральным правительством, выступавшим в качестве истца; и спустя три года было перепродано в 1956 году за 20 млн долларов сети Massaglia Hotels. В 1959 году Massaglia продала отель инвестиционному синдикату, известному под названием New York Towers Ltd, который обанкротившись, позволил сети Хилтон выкупить обратно его в 1967 году.
К моменту выкупа здания сетью «Хилтон», в гостиничной сфере Нью-Йорка наблюдался ярко выраженный спад, и вкупе со строящимися новыми, более современными отелями, всё это повлекло за собой убыточность «Нью-Йоркер». В результате «Хилтон» закрыл гостиницу в 1972 году.
Первоначально являвшееся пустующим, здание получило несколько различных предложений, включая реконструкцию под малодоходный жилищный кооператив и больницу. В конечном счёте, в 1975 году он был выкуплен корейским общественным и религиозным деятелем Мун Сон Мёном за 5,6 млн долларов.

## Повторное открытие

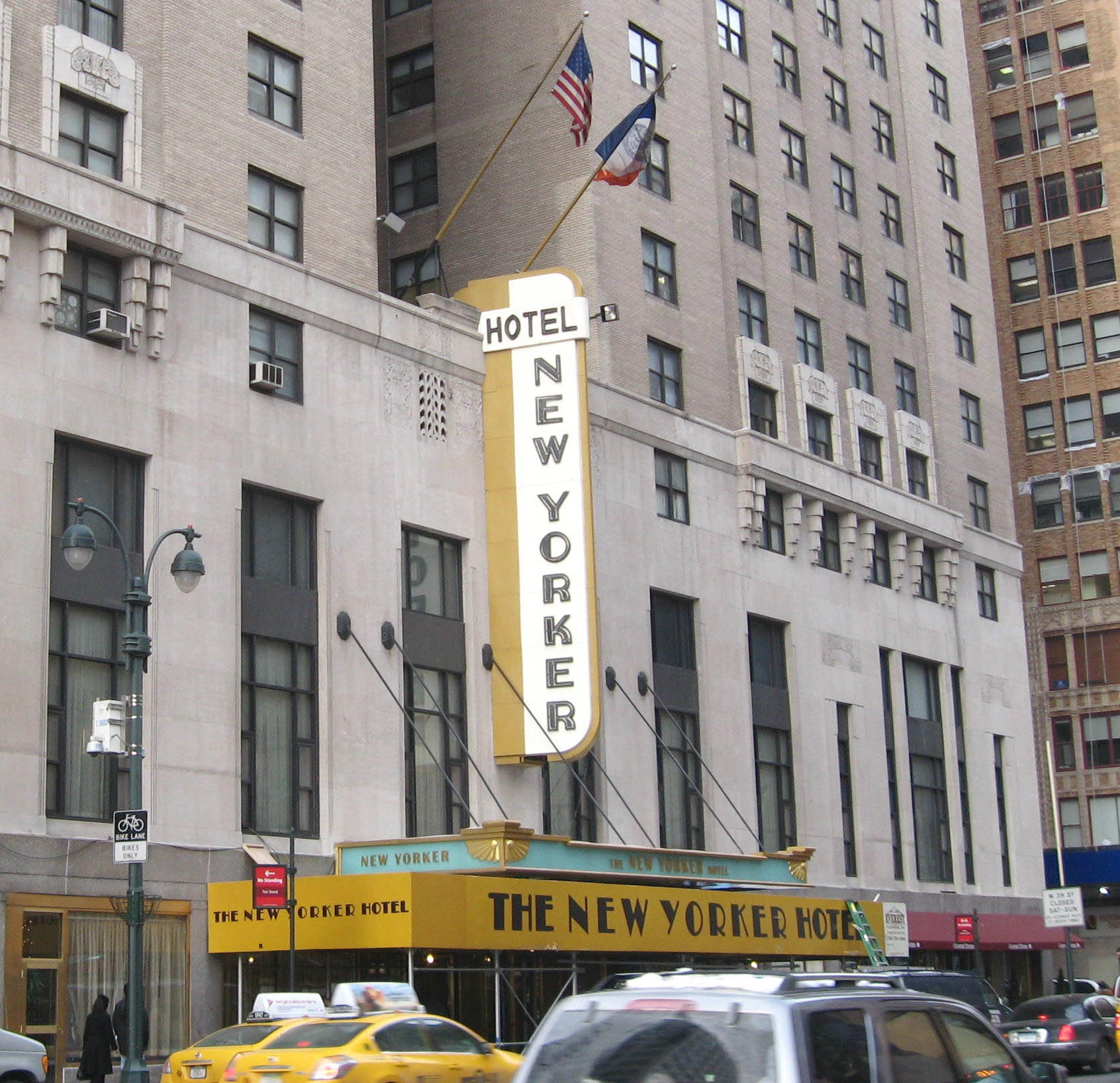
Вход со стороны Восьмой авеню

В 1994 году Движение Объединения решило часть здания использовать как гостиницу и начало крупнейший проект реконструкции за всю 65-летнюю историю «Нью-Йоркер», закончив в 1999 году капремонт за 20 млн долларов.

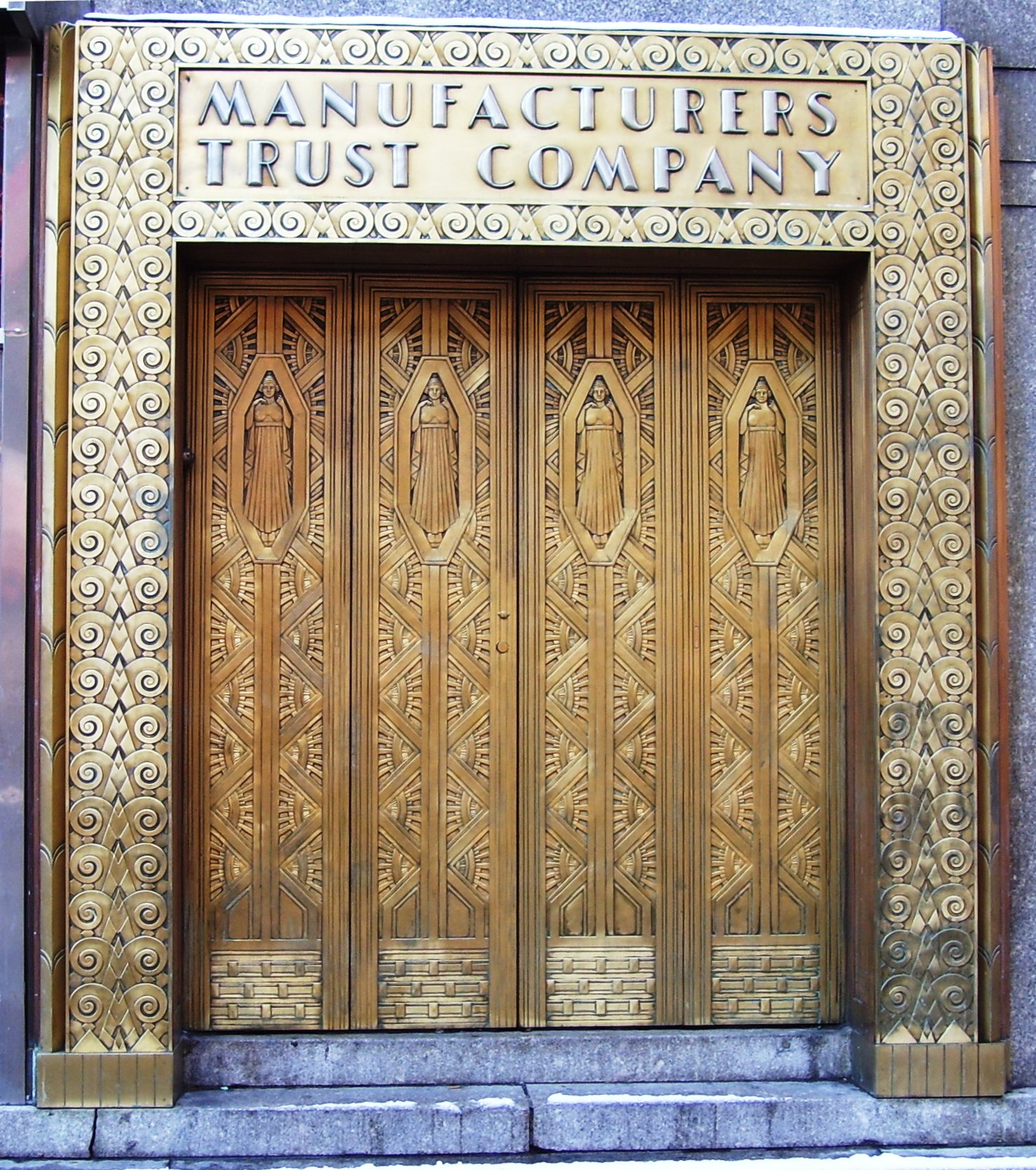
Главный вход филиала Банка производителей Ганновера

В августе 2007 года отель во второй раз стал проводить капремонт, который был завершён в феврале 2009 года с конечной стоимостью в 70 млн долларов. Эти улучшения увеличили количество гостевых номеров с 178 до 912 в 1994 году, расположенных на этажах с 19 по 40.
Проект реконструкции был разработан архитекторами компании «Стоунхил и Тейлор» Обновление интерьера включало в себя реконструкцию и расширение комнат, меблировку парадного входа, реконструкцию фойе, приёмной, и обновление танцплощадки. Отель расширил поддержку Wi-Fi, и добавило LCD-телевизоры во всех номерах. Кроме того, отдельные комнатные системы для кондиционирования воздуха были заменены на современную централизованную систему кондиционирования на всей территории отеля. В 2009 году, площадь конференц-залов была увеличена за счёт площади бывшего филиала «Банка производителей Ганновера», в результате чего общая площадь в двенадцати конференц-залах стала 3100 м².
Также часть здания является штаб-квартирой Федерации за всеобщий мир. В 2010 году в гостинице выступала балетная труппа «Ангелочки».

## Электростанция
Изначально в отеле «Нью-Йоркер» при строительстве были оборудованы угольные паровые котлы и генераторы, производившие более 2200 кВт постоянного тока. В то время это была крупнейшая частная электростанция в США. Находящиеся в собственности у отеля генераторы прямого тока по прежнему использовались во время массового отключения света в 1965 году, но к концу 1960-х годов энергосистема отеля была модернизирована в систему с переменным током.
На церемонии открытия 25 сентября 2008 года Институт инженеров электротехники и электроники (IEEE) назвал электростанцию постоянного тока отеля «Нью-Йоркер» вехой электро-инженерии. Бронзовая дощечка в память о достижении была вручена отелю от IEEE.